# Vatikanistika
Vatikanistika (vatikanologija) je stručni izraz skovan početkom druge polovice 20. stoljeća koji se u novinarstvu odnosi na izvještavanje o događanjima unutar Katoličke Crkve iz njezina središta, Vatikana, ali i na sve oblike istraživačkog novinarstva vezane uz Vatikan, napose Vatikanske arhive. Termin je skovao isusovac  Peter Hebblethwaite, vezano uz svoja izvještavanja s Drugog vatikanskog sabora te pontifikata Ivana XXIII. i Pavla VI.  Uz Hebblethwaitea kao »oca« vatikanistike, na međunarodnoj razini istaknuo se Robert Blair Kaiser svojim izvještavanjima sa Sabora za ugledni Time. Najistaknutija hrvatska vatikanistica bila je Smiljana Rendić, dugogodišnja izvjestiteljica u Glasu Koncila, koji je i nastao u svrhu izvještavanja s Drugog vatikanskog sabora.
Sam je termin skovan po uzoru na kremlinologiju. Danas vatikanistika nadilazi okvire novinarske znanosti te je kao takva zastupljena i u politologiji, religiologiji, arhivistici, konspirologiji i sličnim disciplinama.

## Vanjske poveznice
- Vatican Insider prilog La Stampe
- Službene stranice Svete Stolice